# Maja Almgren
Maja Almgren, född 6 november 1998, är en svensk friidrottare med specialisering på kortdistanslöpning, främst 60 och 100 meter.
Almgren är född och uppvuxen på Gotland. Hon har tre junior-SM guld i sprint: 60 meter inomhus och 100 meter utomhus från 2019 och 60 meter inomhus från 2020. Hon blev fyra på 60 meter i inomhus-SM 2020. Maja Almgren deltog i en landskamp i Genève 2019 och i U23 EM i Gävle 2019. 
Almgren har tävlat för moderklubben VIF Gute samt Täby IS. Hon har sedan 2020 varit skadedrabbad. Maja Almgren satsar ännu och tävlar på så gott som hon kan efter tuffa beskedet och den tumör som påverkar henne både fysiskt och psykiskt